# Sádek, Svitavy
Sádek là một làng thuộc huyện Svitavy, vùng Pardubický, Cộng hòa Séc.